# Battyánfalva

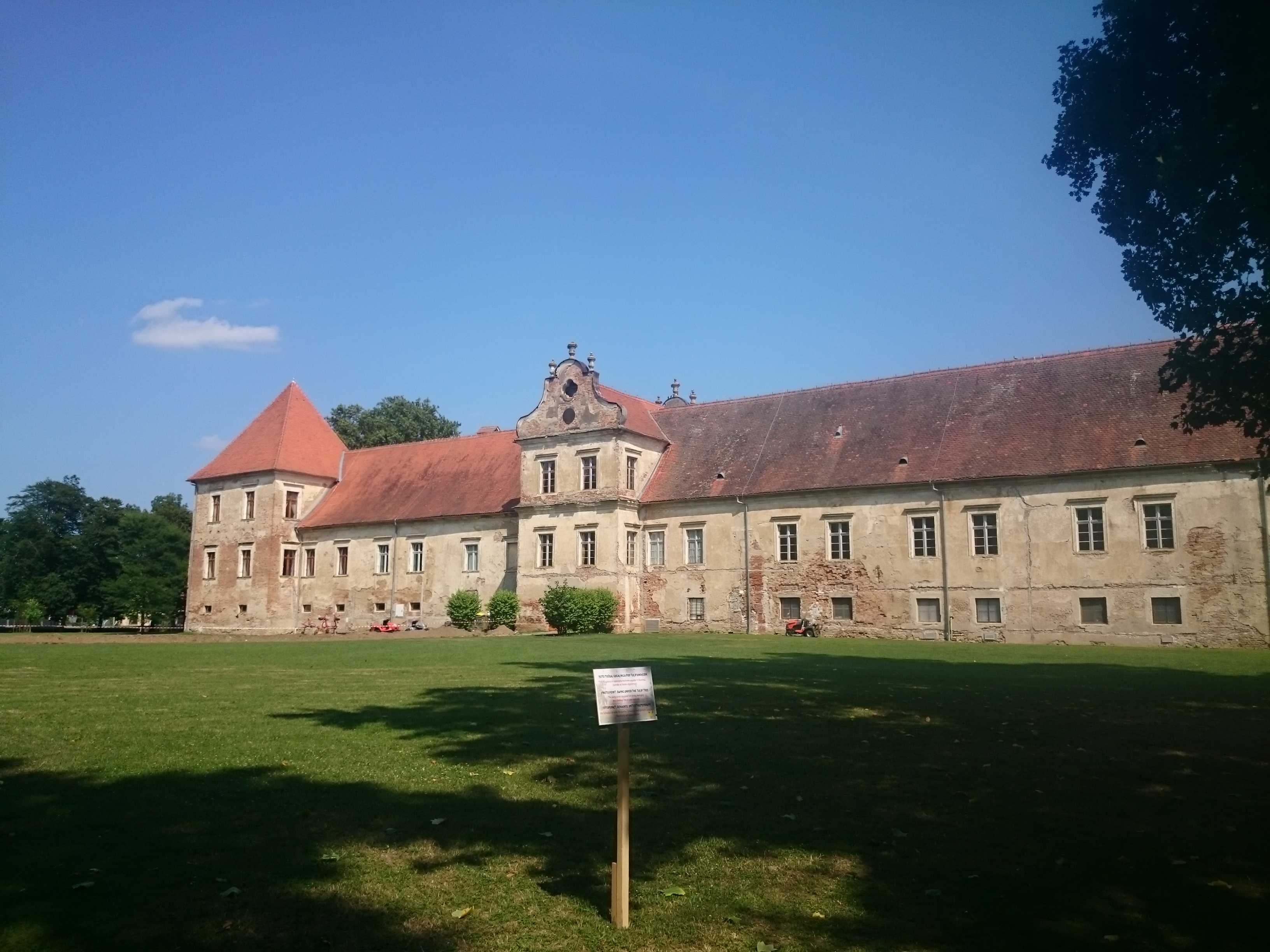
A battyánfalvai várkastély

Battyánfalva (1887-ig Rakicsán, szlovénül: Rakičan) falu  Szlovéniában, Muravidéken, Pomurska régióban. Közigazgatásilag  Muraszombat városi községhez tartozik. A 19. század végén kapott magyar neve feledésbe merült, a helyi magyarok sem használják, a térképeken sem szerepel.

## Fekvése
Muraszombattól két kilométerre délkeletre a Lendva jobb partján fekszik. Síkvidéki település, a táj neve, ahol fekszik Ravensko vagy Revence.

## Története
A települést 1360-ban „Reketye” alakban említik először. Később a muraszombati uradalom részeként a Széchy család birtoka. 1687-ben a Széchyek fiági kihalásával a Batthyányak lettek a birtokosai.
A falu mellett verte szét 1705. augusztus 21-én Draskovich János ezredes 300 lovasból és 700 gyalogosból álló császári seregével a környéken portyázó kurucokat.
Vályi András szerint „RAKICSÁN. Tót Mezőváros Vas Vármegyében, földes Ura Gróf Batthyáni Uraság, a’ kinek épűlete díszesíti, lakosai katolikusok, és másfélék is, fekszik Murai-Szombathoz nem meszsze; határja termékeny, réttye jó, legelője, és fája elég van, bora nevezetes, keresetre módgya Stájer Országban is, első osztálybéli.”
Fényes Elek szerint „Rakicsán, vindus m. v., Vas vmegyében, 414 kath. lak., nagy várkastélylyal. Róna termékeny határát az árvizek járják. Birja gr. Batthyáni család. Ut. p. Radkersburg.”
Vas vármegye monográfiája szerint „Battyánfalva (Rakicsán), vend község 76 házzal és 632 r. kath. lakossal. Postája és távirója Muraszombat. A községben fekszik Saint-Julien gróf szép kastélya, mely azelőtt a Batthyányaké volt. A Rákóczy-féle fölkelés alkalmával a fölkelők és a császáriak közt a falu mellett ütközet volt.”
1910-ben 596, túlnyomórészt szlovén lakosa volt. A trianoni békeszerződésig Vas vármegye Muraszombati járásához tartozott. 1919-ben átmenetileg a Vendvidéki Köztársasághoz tartozott. Még ebben az évben a Szerb–Horvát–Szlovén Királysághoz csatolták, ami 1929-től Jugoszlávia nevet vette fel. 1941-ben átmeneti időre ismét Magyarországhoz tartozott, 1945 után visszakerült jugoszláv fennhatóság alá. 1991 óta a független Szlovénia része. 2002-ben 1523 lakosa volt.

## Nevezetességei
Nagy park közepén álló barokk Batthyány-kastélya a 17. században épült, mai formáját a 18. századi átépítéssel nyerte el.